# Família Almadarai

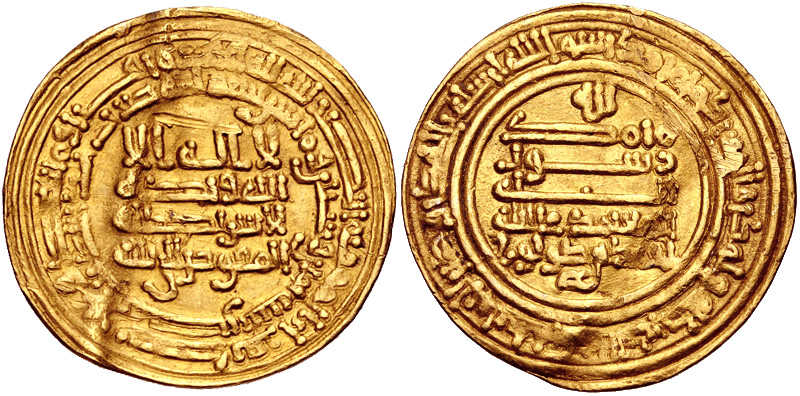
Dinar de ouro de Amade ibne Tulune r.

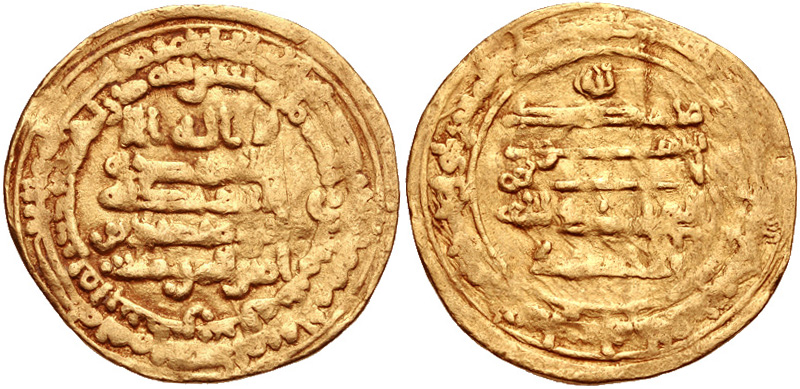
Dinar de ouro de Maomé ibne Tugueje r.

Almadarai (al-Mad(h)ara'i) foi o nome duma família de oficiais do Iraque que serviu como e virtualmente monopolizou os postos de diretores das finanças (‘āmil) do Egito e Síria para o Reino Tulúnida, o Califado Abássida e o Reino Iquíxida, entre 879 e 946. Neste papel, eles acumularam "uma das maiores fortunas pessoais no oeste árabe medieval". Como seu nisba mostra, a família advém da vila de Madaraia, próximo a Uacite, no Iraque Inferior. O primeiro membro a ascender à proeminência foi Abu Becre Amade, que em 879 foi nomeado controlador das finanças pelo governante autônomo do Egito e Síria, Amade ibne Tulune (r. 868–884), um posto que manteve até sua morte em 884.
Amade nomeou seus filhos Ali e Abu Ali Huceine como seus representantes no Egito e Síria respectivamente. Ali sucedeu seu pai e tornar-se-ia vizir sob Cumarauai (r. 884–896) e durante o breve reinado se Jaixe, junto com que foi assassinado em 897. Ele foi por sua vez substituído como diretor fiscal por seu filho Abu Taibo Amade (m. 915), enquanto outro filho, Abu Becre Maomé serviu como vizir para o penúltimo governante tulúnida, Harune (r. 896–904).
Após o fim da dinastia tulúnida e a reimposição do controle abássida direto sobre os domínios deles em 904-905, muitos membros da família e seus seguidores foram deportados à Bagdá, mas Huceine, que tinha mantido contatos com a corte abássida, foi nomeado como comandante das finanças egípcias. A família agora estaria envolvida em lutas faccionais entre as principais facções burocráticas em Bagdá, permanecendo eles em aliança com os rivais do clã Banu Alfurate. Sua fortuna flutuou como um resultado. Em 913, Huceine foi movido novamente para a Síria, enquanto seu sobrinho Abu Becre Maomé tomou o Egito, mas ambos foram demitidos em 917. Huceine novamente serviu como diretor financeiro do Egito em 919-922, e por uma terceira e última vez (junto da Síria) de 926 até sua morte em 929.
O último representante da família, o sobrinho de Huceine, Abu Becre Maomé, tomou a direção das finanças egípcias em 930-933, sob o governo de seu amigo Taquim, o Cazar. Em 936, ele tentou sem sucesso se opor à nomeação de Maomé ibne Tugueje (r. 935–946) para o governo do Egito, e foi preso. Libertado em 939, desempenhou um importante papel no governo do Reino Iquíxida até sua demissão em 946, após a morte de ibne Tugueje. Ele retirou-se à vida privada e morreu em 957.